# Nancy Guillemette
Nancy Guillemette, née en 1968, est une femme politique québécoise, députée de Roberval à l'Assemblée nationale du Québec sous la bannière de la Coalition avenir Québec depuis l'élection partielle du 10 décembre 2018.

## Biographie
Née en 1968, Nancy Guillemette est mère de trois enfants adultes et grand-mère de petits enfants. De 1994 à 2008, elle est coordinatrice en clinique et assistante dentaire. À partir de 2007, elle est directrice générale de l’organisme sans but lucratif Santé mentale Québec/Lac St-Jean. Elle detient des certificats en psychologie des organisations et en santé mentale de l'Université du Québec à Chicoutimi. 

## Carrière politique
Candidate à un poste de conseillère lors des élections municipales de 2009 dans Roberval, elle est élue, puis réélue lors des élections municipales québécoises de 2013.
À la suite de la démission de Philippe Couillard, premier ministre libéral défait mais réélu dans Roberval lors des élections générales du 1er octobre 2018, une élection partielle est déclenchée. Denise Trudel, candidate de la Coalition avenir Québec lors de la générale, ne se représente pas, Bernard Généreux, ancien maire de Saint-Prime, et Mario Fortin, maire de Normandin, annoncent leur volonté d'être candidats pour le parti mais c'est finalement Nancy Guillemette qui est choisie le 6 novembre.
Après une courte campagne, elle est largement élue lors de l'élection partielle du 10 décembre 2018, obtenant plus de 54 % des suffrages contre 24,2 % pour la CAQ quelques mois plus tôt. Elle devient ainsi la 75e députée du caucus majoritaire.
Nancy Guillemette est réélue lors des élections du 3 octobre 2022 avec 56,19 % des voix.

## Résultats électoraux

### Provincial
|                                                                                               | Nom                          | Parti            | Nombre de voix | %      | Maj.  |
| --------------------------------------------------------------------------------------------- | ---------------------------- | ---------------- | -------------- | ------ | ----- |
|                                                                                               | Nancy Guillemette (sortante) | Coalition avenir | 15 017         | 56,2 % | 9 529 |
|                                                                                               | Patrice Bouchard             | Parti québécois  | 5 488          | 20,5 % | -     |
|                                                                                               | Samuel Gaudreault            | Conservateur     | 3 038          | 11,4 % | -     |
|                                                                                               | Michaël Ottereyes            | Québec solidaire | 1 826          | 6,8 %  | -     |
|                                                                                               | Maxim Lavoie                 | Libéral          | 1 217          | 4,6 %  | -     |
|                                                                                               | Lynda Lalancette             | Climat Québec    | 141            | 0,5 %  | -     |
| Total                                                                                         | Total                        | Total            | 26 727         | 100 %  |       |
| Le taux de participation lors de l'élection était de 60,8 % et 334 bulletins ont été rejetés. |                              |                  |                |        |       |

|                                                                                              | Nom                 | Parti               | Nombre de voix | %      | Maj.  |
| -------------------------------------------------------------------------------------------- | ------------------- | ------------------- | -------------- | ------ | ----- |
|                                                                                              | Nancy Guillemette   | Coalition avenir    | 8 373          | 54,5 % | 5 684 |
|                                                                                              | Thomas Gaudreault   | Parti québécois     | 2 689          | 17,5 % | -     |
|                                                                                              | William Laroche     | Libéral             | 2 334          | 15,2 % | -     |
|                                                                                              | Luc-Antoine Cauchon | Québec solidaire    | 1 584          | 10,3 % | -     |
|                                                                                              | Carl Lamontagne     | Conservateur        | 173            | 1,1 %  | -     |
|                                                                                              | Julie Boucher       | Citoyens au pouvoir | 121            | 0,8 %  | -     |
|                                                                                              | Alex Tyrrell        | Vert                | 80             | 0,5 %  | -     |
| Total                                                                                        | Total               | Total               | 15 354         | 100 %  |       |
| Le taux de participation lors de l'élection était de 34,7 % et 85 bulletins ont été rejetés. |                     |                     |                |        |       |

### Municipal
| Candidats district #2 | Vote            | %               |
| --------------------- | --------------- | --------------- |
| Nancy Guillemette     | Sans opposition | Sans opposition |

| Candidats district #2        | Vote | %     |
| ---------------------------- | ---- | ----- |
| Nancy Guillemette (sortante) | 2365 | 49,70 |
| Dany Privé                   | 1705 | 35,83 |
| Gilles Lavoie                | 689  | 14,48 |